# 软件部署
软件部署（英语：Software deployment）是为将一个软件系统投入使用而进行的所有活动，包括硬件配置、软件的安装、环境变量设置等。在一些机器上批量安装某一程序也称为软件部署，分为指派与发布两种类型。

## 部署的角色

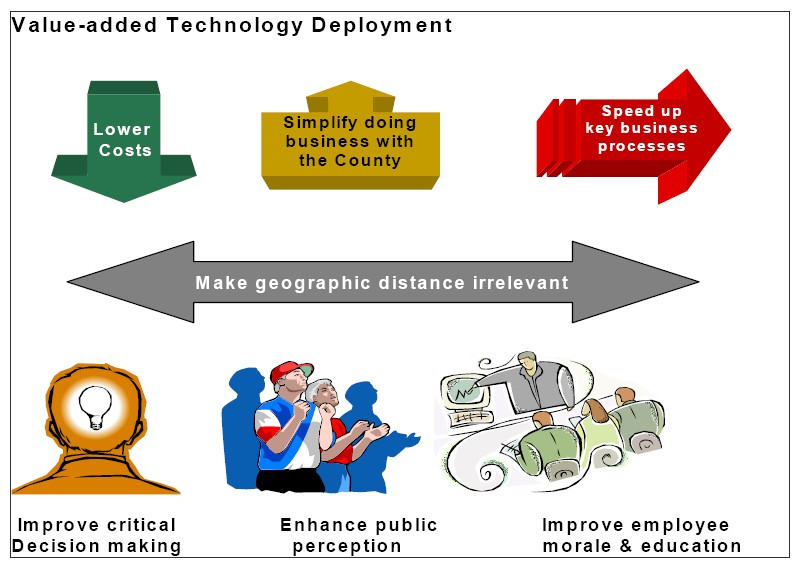
增值技术的部署